# Ursula Bolte
Ursula Bolte (* 11. Mai 1944 in Brockhagen) ist eine deutsche Politikerin und ehemalige Landtagsabgeordnete und Landrätin (SPD).

## Leben
Nach dem Besuch der Volksschule und der Handelsschule absolvierte sie eine Ausbildung zur Industriekauffrau. Als Industriekauffrau war Bolte von 1962 bis 1971 tätig.
Der SPD gehört Bolte seit 1966 an. Sie war in zahlreichen Parteigremien tätig. U. a. war sie von 1982 bis 1998 Vorsitzende des Landesausschusses NRW, außerdem Mitglied im Parteirat auf Bundesebene.
Sie hat zwei Kinder und drei Enkelkinder. Mit ihrem Ehemann lebte sie in Steinhagen.

## Abgeordnete
Vom 1. Juni 1995 bis zum 31. Januar 1997 war Bolte Mitglied des Landtags des Landes Nordrhein-Westfalen. Im Januar 1997 schied sie aus, da sie zur hauptamtlichen Landrätin des Kreises Gütersloh gewählt wurde. Vom 2. Juni 2000 bis zum 2. Juni 2005 war sie wiederum Mitglied des Landtages. Sie wurde jeweils im Wahlkreis 104 Gütersloh III direkt gewählt. 
Von 1973 bis 1999 war sie Mitglied des Kreistages des Kreises Gütersloh. Von 1979 bis 1996 war Bolte Mitglied der Landschaftsversammlung des Landschaftsverbandes Westfalen-Lippe, von 1989 bis 1996 war sie Vorsitzende.

## Öffentliche Ämter
Von September 1994 bis Januar 1997 war sie ehrenamtliche Landrätin und ab Januar 1997 bis September 1999 erste hauptamtliche Landrätin des Kreises Gütersloh.

## Sonstiges
Bolte war Mitglied der 10., 11. und 12. Bundesversammlung, in denen die Bundespräsidenten Roman Herzog, Johannes Rau und Horst Köhler gewählt wurden. Sie war langjähriges Mitglied des Sozialausschusses der evangelischen Kirche von Westfalen und von 2000 bis 2009 dessen Vorsitzende. In dieser Zeit war sie Mitglied der Synode der ev. Kirche von Westfalen.
Von 2009 bis 2019 war sie Vorsitzende der Peter-August-Böckstiegel-Stiftung (westfälischer Expressionist).
Bolte wurde das Bundesverdienstkreuz am Bande, das Verdienstkreuz 1. Klasse und die Freiherr-vom-Stein-Medaille des Landschaftsverbandes Westfalen verliehen.